# L'isola del tesoro (film 1990)
L'isola del tesoro (Treasure Island) è un film tv del 1990 diretto da Fraser Clarke Heston.

## Trama
Con la mappa che il capitano Billy Bones gli ha lasciato prima di morire, il giovane Jim Hawkins parte a bordo dell'Hispaniola alla ricerca del tesoro sepolto dal capitano Flint e lo troverà dopo aver sconfitto Long John Silver e la sua ciurma di pirati.

## Produzione
L'esordio alla regia del figlio di Charlton Heston, Fraser, avviene con un tv-movie che adatta fedelmente il romanzo di Stevenson: gran dispendio di mezzi produttivi (compreso il veliero che era servito per il film Gli ammutinati del Bounty, qui riutilizzato come Hispaniola), riprese in Cornovaglia e Giamaica.
Christopher Lee ha un cameo nella parte del cieco Pew.